# Bambou (magazine)
Pour les articles homonymes, voir Bambou (homonymie).
 (avil 2022).
Bambou est un magazine de bande dessinée publié d'abord bimestriellement puis irrégulièrement à Québec au Canada à la fin des années 1980.

## Historique
Le magazine Bambou, édité tout d'abord par les Éditions La Bande décidée d’ici puis par les Éditions Nommem’art, est publié bimestriellement au Québec de juin 1986 à septembre 1990 pendant dix-sept numéros.
Le projet Bambou est initié en 1985 sous le nom Cactus,  par son fondateur, Stéphane Delaprée, , qui recherche des collaborateurs à travers la Société des créateur(trice)s et ami(e)s de la bande dessinée (ScaBD), nouvellement créée.
Il est lancé à Québec en juin 1986 à grand renfort de publicité sur les ondes de CKRL-MF, la seule station de radio communautaire de la ville à cette époque, où Delaprée est chroniqueur pour la BD. Celui-ci est ensuite rejoint plus tard par Louis Rémillard, qui l'assiste dans la direction du magazine, et par le jeune Stanley Péan, écrivain débutant.
Bambou porte en sous-titre l'expression La bande décidée d’ici, affirmant par cela la volonté de ses créateurs de continuer envers et contre tout dans le difficile domaine de la BD au Québec.
D'abord distribué dans la seule ville de Québec pour les premiers numéros, on le trouve ensuite à Montréal. Chose inusité dans le monde de la bande dessinée québécoise, chacun des numéros de Bambou bénéficie d'un lancement original et festif afin de faire connaître le magazine, . 
Dans les pages de Bambou, il y a un éventail de bandes dessinées couvrant un champ d'intérêt assez vaste et plutôt hétéroclite, laissant supposer qu'il n'y a pas de contrainte éditoriale : satire sociale, humour, polar, science-fiction, poésie, etc. Il a été aussi critiqué pour son manque de rigueur éditoriale.
D'une certaine façon, Bambou sert de tremplin à plusieurs auteurs qui deviendront rapidement des professionnels de la BD et de l'illustration au Québec : Jean-François Bergeron, Paul Bordeleau, Pierre Drysdale, Benoît Joly, Benoît Laverdière, Jean Morin, Marc Pageau et Louis Paradis.
Yayo (Diego Herrera), nouvellement arrivé d'Amérique du Sud, y fait ses tout premiers pas dans le domaine du dessin humoristique.
Des auteurs confirmés y participent comme André-Philippe Côté qui signe à cette époque son travail du nom de André Côté, Louis Rémillard et Thib (Luc Thibault). On y voit, aussi surprenant que cela paraisse, des bandes dessinées du vétéran Albert Chartier.
La veine influencée par l' underground américain est même représentée par Henriette Valium (Patrick Henley), échappé des pages de Titanic et Iceberg, magazines de BD montréalais.
En janvier 1988, Louis Rémillard et Marc Pageau participent, en tant que deux seuls représentants de la ville de Québec, à la Délégation des jeunes auteurs du Québec, présente au Festival international de la bande dessinée à Angoulême et organisée par l'Office franco-québécois pour la jeunesse (OFQJ).
Rémillard en profite pour tisser des liens et pour organiser des échanges de publication de planches avec différents fanzines sur place. C'est à partir du numéro 9 que sont publiées des histoires d'auteurs européens dansBambou. Dans le même numéro, est offert pour la première fois en cadeau un mini album de BD broché au centre du magazine. Ce procédé continue dans les numéros suivants. C'est en juillet de la même année que Stéphane Delaprée participe au Symposium de bande dessinée avec Bambou, dont le tirage atteint les 6000 exemplaires.
Au numéro 12, Bambou devient Bambou-plus, opération évidente de marketing dans le but de stimuler les ventes. La publication se fait irrégulière par la suite. Bambou-plus s'arrête définitivement au numéro 17 en septembre 1990, du fait de la fatigue de ses animateurs, en publiant un Best of reprenant les meilleures histoires publiées dans les anciens numéros.

## Fiche technique
- Éditeur : Éditions La Bande décidée d’ici puis Éditions Nommem’art (Québec) ;
- Format : 21,5 x 28 cm ;
- Nombre de pages : variable (de 24 à 60) ;
- Type de papier : couverture en carton souple glacé, intérieur mat ;
- Impression : couverture en 3 couleurs séparées manuellement, intérieur noir et blanc ;
- Périodicité : bimestriel puis irrégulier ;
- Numéro 1 : juin 1986 ;
- Numéro 17 : septembre 1990 (dernier numéro).

## Collaborateurs
Quelques-uns de ces artistes travaillent sous un pseudonyme.

### Auteurs de bandes dessinées
Les auteurs de bande dessinée québécois sont généralement à la fois dessinateur et scénariste. Il arrive qu'ils ne pratiquent qu'une seule de ces deux disciplines, travaillant alors en équipe avec quelqu'un de l'autre discipline.
- Jean-François Bergeron
- Paul Bordeleau
- Carbo (Michel Carbonneau)
- Martin Cassista[10]
- André-Philippe Côté[10] (sous le nom André Côté)
- Salvador Dallaire
- Stéphane Delaprée[8]
- Pierre Drysdale
- Marc Forest (à titre de dessinateur)
- Danny Gagnon
- Michel Grant (à titre d'encreur)
- Benoît Joly[9], [10]
- Benoît Laverdière
- Alfredo Lucci
- Marianne Mongrain
- Jean Morin[7], [8], [10], [14]
- Marc Pageau[10]
- Louis Paradis[8] (sous le nom Lynch)
- Denis Rémillard[7] (à titre de scénariste)
- Louis Rémillard[7]
- Jean-Marc Sanchez
- Thierry Sauer[7], [8], [10]
- Tarçi (à titre de scénariste)
- Thib[8] (Luc Thibault)
- Henriette Valium (Patrick Henley)
- Yayo[10] (Diego Herrera)